# Immutabilitätsprinzip
Das Immutabilitätsprinzip (lat. immutabilis = unveränderlich, unwandelbar) ist ein strafprozessualer Grundsatz.

## Deutschland
Das Immutabilitätsprinzip folgt aus dem Akkusationsprinzip. Der Anklagesatz der Staatsanwaltschaft umgrenzt die Tat, die dem Angeschuldigten zur Last gelegt wird, nach Zeit und Ort ihrer Begehung und legt damit den strafprozessualen Verhandlungsgegenstand fest (§ 200 StPO). Soweit das Gericht daraufhin die Anklage zulässt, ist Gegenstand der Urteilsfindung nur der in der Anklage bezeichnete Lebenssachverhalt – die Tat im strafprozessualen Sinn (§ 264 StPO). Mit der Zulassung der Anklage kann diese nicht mehr zurückgenommen werden (§ 156 StPO). Eine Erweiterung der Anklage in der Hauptverhandlung ist nur mit Zustimmung des Angeklagten zulässig (§ 266 StPO). Auf eine Veränderung des rechtlichen Gesichtspunktes oder der Sachlage muss das Gericht hinweisen (§ 265 StPO).

## Schweiz
Aus dem Anklageprinzip folgt das Immutabilitätsprinzip, wonach die Anklage das Prozessthema für alle Instanzen festlegt und somit nur der in der Anklage umschriebene Sachverhalt beurteilt werden kann. Das Gericht ist an den in der Anklage wiedergegebenen Sachverhalt gebunden. Nach Art. 333 der Schweizer StPO kann die Staatsanwaltschaft die Anklage jedoch unter bestimmten Voraussetzungen auch noch im Hauptverfahren ändern oder um neu bekannt gewordene Straftaten erweitern. Ein in erster Instanz nicht angeklagter Sachverhalt kann aber nicht erstmals der Berufungsinstanz zum Entscheid unterbreitet werden.